# FC Struga
El Football Club Struga (en macedonio: ФК Струга Трим-Лум, FK Struga Trim-Lum) es un equipo de fútbol de Macedonia del Norte que juega en la Primera División de Macedonia del Norte, la primera división nacional.
En 2023 se proclama campeón de Liga por primera vez en su historia y en 2024 lo logra hacer de vuelta, obteniendo así su segundo campeonato y primer bicampeonato de su historia.

## Historia
Fue fundado en el año 2015 en la ciudad de Struga como equipo de cuarta división.
El club gana tres ascensos en cuatro temporadas y en la temporada 2020/21 logra el tercer lugar de la liga, obteniendo la clasificación a la primera edición de la Liga Europa Conferencia de la UEFA 2021-22.

## Palmarés
- Prva liga 2:

2022/23, 2023/24
- Tercera División de Macedonia del Norte: 1

2016/17
- Cuarta División de Macedonia del Norte: 1

2015/16
- Copa Independencia de Albania: 1

2017

## Participación en competiciones de la UEFA
| Temporada | Torneo                        | Ronda             | Club              | Casa | Visita | Global |
| --------- | ----------------------------- | ----------------- | ----------------- | ---- | ------ | ------ |
| 2021–22   | UEFA Europa Conference League | 1 °Clasificatoria | Liepāja           | 1–4  | 1–1    | 2–5    |
| 2023–24   | UEFA Champions League         | 1 °Clasificatoria | Žalgiris          | 1–2  | 0–0    | 1–2    |
| 2023–24   | UEFA Conference League        | 2 °Clasificatoria | Budućnost         | 1–0  | 4–3    | 5–3    |
| 2023–24   | UEFA Conference League        | 3 °Clasificatoria | Swift Hesperange  | 3–1  | 1–2    | 4–3    |
| 2023–24   | UEFA Conference League        | Playoff           | Breiðablik        | 0–1  | 0–1    | 0–2    |
| 2024–25   | UEFA Champions League         | 1° Claificatoria  | Slovan Bratislava | 1–2  | 2–4    | 3–6    |
| 2024–25   | UEFA Conference League        | 2° Clasificatoria | Pyunik            | 2–1  | 1–3    | 3–4    |